# مهریشت
مِهریَشت یا یَشتِ دهم پس از فروردین‌یشت بلندترین یشت از یشت‌های بیست و یک‌گانه است. این یشت یکی از یشت‌های منظوم بسیار کهن است و چنان‌که از نامش پیداست، مهریشت در توصیف ایزد مهر «ایزد پیمان» است. این یشت به ۳۵ باب (کرده) تقسیم گردیده و مجموعاً ۱۴۶ بند است.
مهریشت به خوبی یادآور عهد آریایی است اما نیز به روشنی در آن اصطلاحاتِ زرتشتی دیده می‌شود. دانشمند هلندی، تیل، کلیهٔ مطالب مهریشت را تحلیل کرده و آثار آریایی و تجدد زرتشتی آن را نشان داده‌است. از مهریشت دو مطلب عمده می‌توان استخراج کرد. اول راستی و دوم دلیری. مهریشت از آنجا آغاز می‌شود که اهورامزدا به زرتشت گوید مهر را شایستهٔ ستایش و سزاوار نیایش آفریدم. کسی که به مهر دروغ گوید و پیمان شکند و شرط وفا نداند ویران کنندهٔ کشور و کشندهٔ راستی است. ای سپنتمان تو نباید عهدی را که بستی بشکنی، خواه با یک مزدیسنا، خواه با یک دیویسنا، چرا که معاهده با هر که بسته شد درست و قابل احترام است. در تفسیر پهلوی مهریشت آمده که این هزار گوش و ده هزار چشم که به مهر داده‌شده، هر کدام خود جداگانه ایزدانی هستند که از طرف مهر گماشته شده‌اند تا همهٔ اعمال مردمان را از آنچه دیده و شنیده‌اند به او خبر دهند. در مهریشت نیز غالباً آمده که مهر شهریاری بخشنده است از این جهت در میان طبقه شرفا و جنگجویان بیشتر از ایزدان دیگر ستوده می‌شده‌است. اینکه مهر خورشید نیست بلکه ایزد روشنائی و فروغ است به خوبی از خود یشت دهم از بند ۱۳ و ۹۵ بر می‌آید در این دو بند از برخاستن مهر پیش از خورشید و گردش او پس از فرورفتن خورشید صحبت شده‌است. در بند ۱۴۵ همین یشت آمده ما ستارگان و ماه و خورشید و مهر، شهریار همهٔ ممالک را می‌ستائیم. از روی دستور یشت دهم آنانی که شایستهٔ مقام پیشوائی نباشند، نباید مباشر مراسم و تشریفات آئین مهر گردند. بعدها این شروط با آئین مهرپرستی به اروپا رفته و شاید مآخذ غسل تعمید همین شده باشد. کارکرد و نقش ایزد مهر، بیشتر نگهبانی از پیمان‌ها، سرکوب بدان و اهل دروغ و یاری نیکان و حمایت از دین زرتشت و به‌طور خلاصه، دستگیری از همه افرادی است که او را نیایش و ستایش می‌کنند.

## مضامین مهریشت

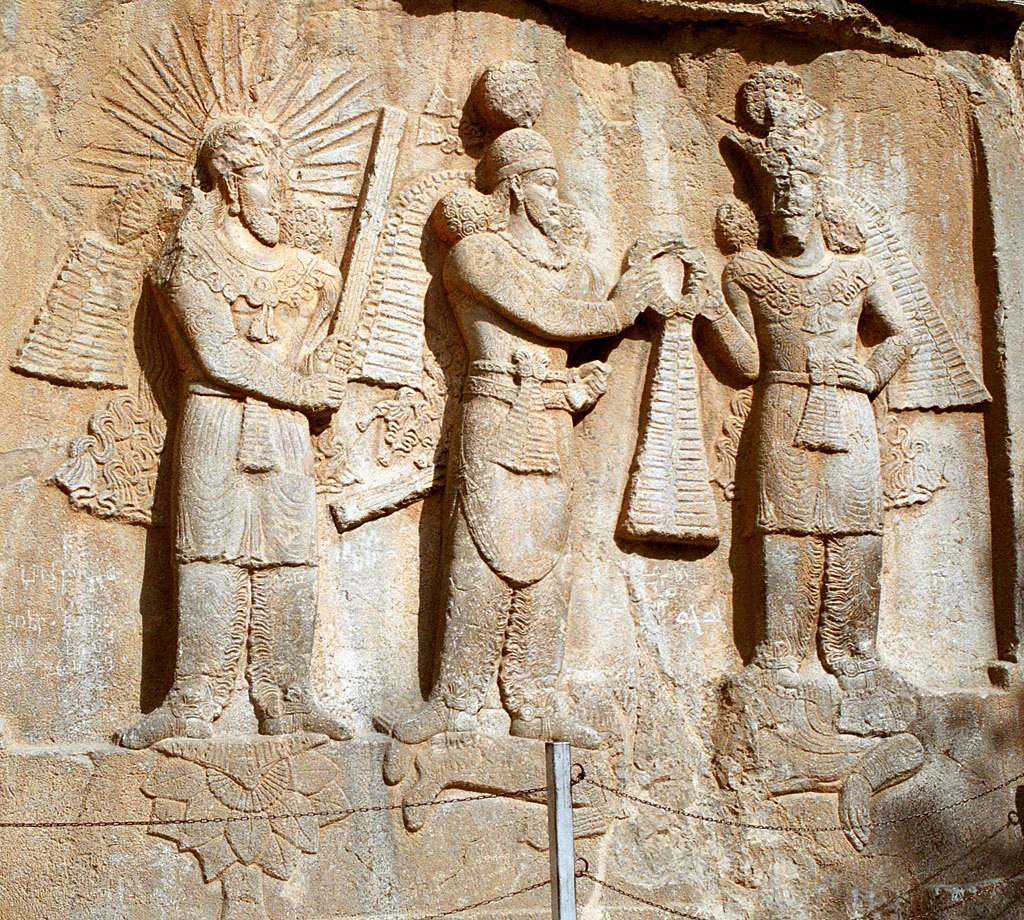
از قدیمی‌ترین نقوشی که در ایران مربوط به ایزد مهر است، نقشی است که در طاق بستان وجود دارد و می‌توان آن را یکی از معدود نقش برجسته‌های برجای مانده در ایران دانست که مهر در آن به روشنی نقش بسته‌است. در این نقش برجسته، ایزد مهر لباسی بر تن دارد که نوعی لباس رایج در دوره ساسانی است. این لباس شامل شلوار چین داری است که به نوعی شباهت به شلوارهای دوره سلوکی و اشکانی دارد، در این نقش اهورامزدا در حال اعطای مقام شاهی به اردشیر دوم (ساسانی) (سلطنت ۳۷۹–۳۸۳ میلادی) است. در این نقش برجسته هر دو شلواری به پا دارند که از جانب داخل پا چین خورده و به وسیلهٔ بندی به مچ پا چسبیده و هر یک کمربند، گردنبند و دستبندهایی دارند. مهرآسا غیبی در زمینه پوشش ایزد مهر در کتاب هشت هزارسال تاریخ پوشاک اقوام ایرانی می‌نویسد: «بالاپوش آن تا بالای زانو بوده بر روی آن شالی بسته شده‌است و بر روی بالاپوش شنلی وجود دارد که یکی از اجزایی است که در نقوش این دوره به چشم می‌خورد.»

مهریشت شامل دو بخش است: بخشی که قبل از ظهور زرتشت وجود داشته‌است و یشتی که بعد از ظهور زرتشت نوشته شده‌است. در آئین زرتشت به صورت جدید، مهر را در ردهٔ پایین‌تر از اهورامزدا قرار دادند و او را ایزدی دانستند که از آفرینش اهورامزدا پاسداری می‌کند.
- بند یکم، سرآغازی است زرتشتی که در آغاز تمامی یشت‌ها با تغییر و تبدیلاتی به مقتضای چگونگی یشت آمده‌است اما در همین سرآغاز زرتشتی نیز قدرت و اهمیت این ایزد را در می‌یابیم. بسیاری از بندهای دیگر بازمانده‌های قدیم یشت است.[۴] «اهورامزدا به زرتشت گفت: ای سپیتمان! بدان هنگام که من مهر فراخ چراگاه را هستی بخشیدم، او را در شایستگی و برازندگی نیایش، برابر خود که اهورامزدایم بیافریدم» «آن نافریفتنی بسیار هوشمند، آن آفریده کردگار…» (اوستا، مهریشت، بند۱) مهر آفریده شده‌است. ایزد مهر طبعاً به خاطر آفریده بودنش، ازلی نیست (اوستا، مهریشت، بند. در مهریشت، دلیل آفرینش هستی به خاطر فرد یا افراد ویژه‌ای بیان نشده‌است و به عبارتی مهریشت متکی و متمرکز بر یک فرد ویژه نیست، نکته شایان توجه، هم‌رتبگی ستایش ایزد مهر با اهورامزداست. در ستایش نامه مهر، ایزد مهر جایگاه والایی دارد، زیرا اهورامزدا او را همرتبه و هم شأن خویش آفریده‌است) (اوستا، مهریشت، بند ۱)
- در بند دوم، میترا کسانی را که به او دروغ گویند، به نامش پیمانی ببندند که به آن وفا نکنند، در سراسر قلمروی مملکت، هر جایی که باشند، تعقیب کرده و به کیفر می‌رساند. پیمانی که بسته می‌شود محترم است، چه پیمان با یک مزداپرست باشد و چه پیمان با یک دیوپرست.
- بند سوم، مهر در زمرهٔ ایزدان فرمانبر اهورامزدا است و ازین رهگذر، در آفرینشگری و نیرومندی یکتا نیست. رحمتش فراگیر نیست: «او هر کس را که نیک باشد یاری می‌کند».
- ایزد مهر یاور نیکان و سرکوبگر دروجان و پیمان‌شکنان است. «آن که دیوان را سر بکوبد. آن که بر گناهکاران خشم گیرد. آن که به مهر دروجان کین ورزد.» (بند ۲۵» (اوست که می‌تواند دشمن را پریشان کند. اوست که سرهای مهر دروجان را [از تن‌هاشان] فرو افکند» (بند ۳۵)
- ایزد مهر در سرود مهریشت، افزون بر این که چونان خورشید تلقی شده، همچنین چیزی جز از آن نیز پنداشته شده‌است و احتمالاً به همین دلیل در مهریشت، ایزدی بی‌غروب دانسته شده‌است. «نخستین ایزد مینوی که پیش از دمیدن خورشید جاودانه تیز اسب، بر فراز کوه البرز برآید. نخستین کسی که آراسته به زیورهای زرین، از فراز آن کوه زیبا سر برآورد آن هماره بر پای ایستاده، آن نگاهبان بیدار…» (اوستا، مهریشت، بندهای ۱۳و ۱۶) آن که پس از فرورفتن خورشید به فراخنای زمین پای نهد. هر دو پایانه این زمین پهناور گویسان دور کرانه را بپیماید و آنچه را در میان زمین و آسمان است، بنگرد» (کرده بیست و چهارم، بند ۹۵)
- ایزد مهر دارای صفات دیگری نیز هست: «ای مهر تو با کشورها هم خوبی و هم بدی، ای مهر تو با مردمان هم خوبی و هم بدی» (بند ۲۹). مهر خدایی است نگهبان تا آفرینشگر (بند ۴۹). یاری او همواره و بیدرنگ و فراگیر نیست. هرگاه از او یاری خواهند، مهر به یاری برمی‌خیزد، البته آن هم فقط یاری نیکان: «اگر مردمان مرا در نماز نام برند و بستایند، چنان‌که دیگران ایزدان را در نماز نام می‌برند و میستایند، هر آینه من با جان تابناک و جاودانه خویش به مردمان اشون روی آورم …» (بند ۵۵). مهر حمایتگر دین زرتشت است: «آن که برای گسترش دین نیک، در همه جا نمایان است» (بند ۶۴)
- در مهریشت، بر نقش یاری ایزد مهر در جهان دیگر اشاره شده‌است: «این چنین بشود که تو ای مهر فراخ چراگاه، در هر دو زندگانی، آری در هر دو زندگانی، در زندگانی جهان استومند و در زندگانی مینوی، ما را پناه بخشی از آسیب دروند» (بند ۹۳)
- در مهریشت، گیتی به دست ایزد مهرآفریده نشده‌است، کائنات در آغاز با آفرینشگری اهورامزدا نقاب عدم از چهره برداشته و به هستی مبدل گشته‌است. خود ایزد مهر را نیز اهورامزدا آفریده‌است. بدینسان، اقدامات مهر و آفرینندگی‌های وی در طول اراده و افعال اهورامزدا و عمده فعالیت‌های مهر یاریگری و پشتیبانی است (بند ۶۱ ،۶۵ ،۵۴)
- در مهریشت، صراحتاً به صفت جنگجویی ایزد مهر اشاره شده‌است: «آن که جنگ را برانگیزد. آن که جنگ را استواری بخشد. آن که در جنگ پایدار ماند و رده‌های دشمن را از هم بدرد. آن که رزم‌آوران را در هر دو بال آوردگاه پراکنده و پریشان کند و از بیم او در دل سپاه دشمن خونخوار لرزه درافتد» (بند ۳۶، مقایسه شود با بند نهم).
- مهر فراخ چراگاه، حضوری ثابت در پهنهٔ گیتی دارد و از طرفی هستی، زندگی و جنبش خویش را از این ایزد دریافت نمی‌دارند که در نبود وی دچار رکود و ایستایی شوند: در ستایش مهر «آن که هرگز خواب نرود و هشیارانه، آفرینش مزدا را نگاهداری کند.» (اوستا، مهریشت، بند ۱۰۳») نگاهبان زورمندی که هرگز خواب به چشم او راه نیابد.»
- بند ۱۲۲، دارای اهمیت بسیاری است زیرا در مورد غسل و شست و شوی مهرآیینان با صراحت مطالبی در آن آمده‌است.[۴]

ایزد مهر اساساً ایزد پشتیبان و نگاهبان موجودات و انسان‌های نیک است. در بند ۱۴۱ مهریشت، اوصاف مهر بازتاب دارد: «آن پیروزمندی که رزم‌افزاری خوش ساخت با خود دارد. آن که در تیرگی، نگاهبانی نافریفتنی است. آن که زورمندترین زورمندان است. آن که دلیرترین دلیران است. آن که داناترین بخشندگان است. آن پیروزمندی که فره ایزدی از آن اوست. آن هزار گوش ده هزار چشم ده هزار دیده‌بان. آن نیرومند دانای نا فریفتنی» (اوستا، مهریشت، بند ۱۴۱)
- ایزد مهر به رغم طلوعش، بی‌غروب است و خواب بر چشمان وی چیره نمی‌شود: «نخستین ایزد مینوی که پیش از دمیدن خورشید جاودانه تیز اسب بر فراز کوه البرز برآید. نخستین کسی که آراسته به زیورهای زرین، از فراز کوه زیبا سر برآورد (اوستا، مهریشت، بند ۱۳) بر فراز کوه البرز آن جا که نه شب هست، نه تاریکی، نه باد سرد نه باد گرم (بند ۴۹) آن هماره به پای ایستاده آن نگاهبان بیدار آن ایزد سترگ نیک که بامدادان همان‌دم که پیکر خویش را همچون ماه به درخشش آورد، نمودهای گوناگون آفرینش سپنتا مینیو را پدیدار می‌کند» (بند ۱۴۲)
- در مهریشت، برای ایزدمهر، افزون بر اینکه خود زیر دست اهورامزدا است؛ کارگزارانی نیز برای او تصور شده‌است. از جمله این کارگزاران، می‌توان به حاملان و کرسی و گردونه ایزد مهر اشاره نمود: «آن که (مهر) گردانندهٔ گردون‌های است زیبا و برازنده و زرین و آراسته به گوناگون زیورها. این گردونه را چهار تکاور مینوی سپید درخشان جاودانه می‌کشند»[۲]